# 민마야역
민마야역(일본어: 三厩駅)은 일본 아오모리현 히가시쓰가루군 소토가하마정에 위치한 동일본 여객철도 쓰가루 선의 철도역이다. 이 노선의 종착역이며, 섬식 승강장 1면 2선의 구조를 갖춘 지상역이다.

## 타는 곳
| 1 | ■ 쓰가루 선 | 통상은 영업 열차의 발착은 없음 | 통상은 영업 열차의 발착은 없음 |
| 2 | ■ 쓰가루 선 | 상행                           | 가니타 · 아오모리 방면         |

## 이용 현황
| 승차 인원 추이 | 승차 인원 추이 |
| 연도           | 1일 평균       |
| -------------- | -------------- |
| 2000           | 48             |
| 2001           | 51             |
| 2002           | 47             |
| 2003           | 49             |
| 2004           | 38             |
| 2005           | 35             |
| 2006           | 35             |
| 2007           | 32             |
| 2008           | 27             |
| 2009           | 27             |
| 2010           | 34             |
| 2011           | 33             |
| 2012           | 31             |
| 2013           | 30             |
| 2014           | 22             |
| 2015           | 23             |

## 역 주변
- 국도 제280호선 · 국도 제339호선
- 소토가하마 정청 민마야 지소
- 민마야 체육관

## 인접 역
| 쓰가루 선                  | 쓰가루 선   | 쓰가루 선 |
| -------------------------- | ----------- | --------- |
| 쓰가루하마나 아오모리 방면 | ■ 쓰가루 선 | 시·종착역 |